# Kurilpa Bridge
Most Kurilpa (znany też jako Most Tank Street) – przeprawa wodna warta 63 miliony dolarów australijskich, położona na rzece Brisbane w Brisbane, w stanie Queensland, w Australii, 930 km na północ od Sydney. Most łączy południowe Kurilpa Point z Tank Street w śródmiejskiej dzielnicy biznesu. Firma Baulderstone Queensland Ltd. wraz z Cox Rayner Architects zajęła się jego budową a projekt mostu wykonało duńskie biuro projektowe Arup Engineers. Budowę rozpoczęto 12 grudnia 2007 roku. Został otworzony 4 października 2009 roku przez premier Queenslandu Anne Bligh.

## Opis
Lekki most przeznaczony tylko dla rowerzystów i pieszych. Most wantowy zbudowany w ustroju konstrukcyjnym zwanym tensegrity (jest to największa na świecie realizacje tego ustroju). Mierzy 470 metrów długości, najdłuższe z przęseł ma 120 metrów, jego szerokość to 6,5 metra. Wyposażony w dwie platformy widokowe a także wydzielone miejsce do wypoczynku. Do budowy użyto 1500 m³ betonu, 6,8 km lin oraz 550 ton stali. Nocą oświetlają go liczne światła LED, które zasilane są 54 panelami słonecznymi. Miesięcznie według szacunków korzysta z niego blisko 150 tysięcy ludzi.